# Setmana Ciclista Valenciana 2023
La Setmana Ciclista Valenciana 2023 (Setmana Ciclista Valenciana - Volta a la Comunitat Valenciana Fémines 2023), settima edizione della corsa e valevole come prima prova dell'UCI Women's ProSeries 2023 categoria 2.Pro, si svolse in 4 tappe dal 16 al 19 febbraio 2023, su un percorso di 480 km, con partenza da Valencia e arrivo a Gandia, nella Comunità Valenciana. La vittoria fu appannaggio della belga Justine Ghekiere, il quale completò il percorso in 12h44'42", alla media di 37,662 km/h, precedendo la sudafricana Ashleigh Moolman ed l'australiana Amanda Spratt.
Sul traguardo di Gandia 123 cicliste, su 153 partiti da Valencia, portarono a termine la competizione.

## Tappe
| Tappa  | Data        | Percorso                          | km  | Vincitore di tappa | Leader cl. generale |
| ------ | ----------- | --------------------------------- | --- | ------------------ | ------------------- |
| 1ª     | 16 febbraio | Valencia > Sagunt                 | 119 | Elisa Balsamo      | Elisa Balsamo       |
| 2ª     | 17 febbraio | Burriana > Vila-real              | 116 | Elisa Balsamo      | Elisa Balsamo       |
| 3ª     | 18 febbraio | Agost > Altea                     | 132 | Ashleigh Moolman   | Ashleigh Moolman    |
| 4ª     | 19 febbraio | Tavernes de la Valldigna > Altura | 113 | Elise Uijen        | Justine Ghekiere    |
| Totale | Totale      | Totale                            | 480 |                    |                     |

## Squadre e corridori partecipanti
Al via 23 formazioni.
| N.      | Cod. | Squadra                    |
| ------- | ---- | -------------------------- |
| 1-7     | MOV  | Movistar Team              |
| 11-17   | FST  | FDJ-Suez                   |
| 21-27   | TFS  | Trek-Segafredo             |
| 31-37   | CSR  | Canyon-SRAM Racing         |
| 41-47   | UAD  | UAE Team ADQ               |
| 51-57   | TIB  | EF Education-Tibco-SVB     |
| 61-67   | DSM  | Team DSM                   |
| 71-77   | JVW  | Team Jumbo-Visma           |
| 81-87   | UXT  | Uno-X Pro Cycling Team     |
| 91-97   | LIV  | Liv Racing TeqFind         |
| 101-107 | FED  | Fenix-Deceuninck           |
| 111-117 | CGS  | Israel Premier Tech Roland |

| N.      | Cod. | Squadra                           |
| ------- | ---- | --------------------------------- |
| 121-127 | BPK  | BePink                            |
| 131-137 | WNT  | Ceratizit-WNT Pro Cycling         |
| 141-147 | COF  | Cofidis                           |
| 151-157 | MAT  | Massi-Tactic Women Team           |
| 161-167 | SWT  | Sopela Women's Team               |
| 171-177 | BDU  | Bizkaia Durango                   |
| 181-187 | LKF  | Laboral Kutxa Fundación Euskadi   |
| 191-197 | CDR  | Cantabria Deporte-Rio Miera       |
| 201-207 | AGS  | AG Insurance-Soudal Quick-Step    |
| 211-217 | DAS  | DAS-Handsling                     |
| 221-227 | EIC  | Eneicat-CMTeam-Seguros Deportivos |

## Dettagli delle tappe

### 1ª tappa
- 16 febbraio: Valencia > Sagunt – 119 km

Risultati
| Pos. | Corridore      | Squadra | Tempo    |
| ---- | -------------- | ------- | -------- |
| 1    | Elisa Balsamo  | Trek    | 2h58'00" |
| 2    | Lotta Henttala | AG      | s.t.     |
| 3    | Coryn Labecki  | Jumbo   | s.t.     |

| Pos. | Corridore      | Squadra | Tempo    |
| ---- | -------------- | ------- | -------- |
| 1    | Elisa Balsamo  | Trek    | 2h57'50" |
| 2    | Lotta Henttala | AG      | a 4"     |
| 3    | Coryn Labecki  | Jumbo   | a 5"     |

### 2ª tappa
- 17 febbraio: Burriana > Vila-real – 116 km

Risultati
| Pos. |                |      |          |
| ---- | -------------- | ---- | -------- |
| 1    | Elisa Balsamo  | Trek | 3h05'09" |
| 2    | Lotta Henttala | AG   | s.t.     |
| 3    | Megan Jastrab  | DSM  | s.t.     |

| Pos. | Corridore      | Squadra | Tempo    |
| ---- | -------------- | ------- | -------- |
| 1    | Elisa Balsamo  | Trek    | 6h02'49" |
| 2    | Lotta Henttala | AG      | a 8"     |
| 3    | Olivia Baril   | UAE     | a 14"    |

### 3ª tappa
- 18 febbraio: Agost > Altea – 132 km

Risultati
| Pos. | Corridore             | Squadra  | Tempo    |
| ---- | --------------------- | -------- | -------- |
| 1    | Ashleigh Moolman      | AG       | 3h48'53" |
| 2    | Amanda Spratt         | Trek     | s.t.     |
| 3    | Annemieke van Vleuten | Movistar | s.t.     |

| Pos. | Corridore             | Squadra  | Tempo    |
| ---- | --------------------- | -------- | -------- |
| 1    | Ashleigh Moolman      | AG       | 9h51'54" |
| 2    | Amanda Spratt         | Trek     | a 4"     |
| 3    | Annemieke van Vleuten | Movistar | a 6"     |

### 4ª tappa
- 19 febbraio: Tavernes de la Valldigna > Gandia – 113 km

Risultati
| Pos. | Corridore        | Squadra | Tempo    |
| ---- | ---------------- | ------- | -------- |
| 1    | Elise Uijen      | DSM     | 2h52'33" |
| 2    | Justine Ghekiere | AG      | s.t.     |
| 3    | Karlijn Swinkels | Jumbo   | a 16"    |

| Pos. | Corridore        | Squadra | Tempo     |
| ---- | ---------------- | ------- | --------- |
| 1    | Justine Ghekiere | AG      | 12h44'42" |
| 2    | Ashleigh Moolman | AG      | a 1"      |
| 3    | Amanda Spratt    | Trek    | a 5"      |

## Evoluzione delle classifiche
| Tappa              | Vincitore          | Classifica generale Maglia arancione | Classifica scalatrici Maglia verde | Classifica sprint Maglia rosa | Classifica giovani Maglia bianca | Classifica a squadre |
| ------------------ | ------------------ | ------------------------------------ | ---------------------------------- | ----------------------------- | -------------------------------- | -------------------- |
| 1ª                 | Elisa Balsamo      | Elisa Balsamo                        | Katia Ragusa                       | Olivia Baril                  | Matilde Vitillo                  | Trek-Segafredo       |
| 2ª                 | Elisa Balsamo      | Elisa Balsamo                        | Katia Ragusa                       | Olivia Baril                  | Matilde Vitillo                  | Trek-Segafredo       |
| 3ª                 | Ashleigh Moolman   | Ashleigh Moolman                     | Katia Ragusa                       | Olivia Baril                  | Eleonora Camilla Gasparrini      | UAE Team ADQ         |
| 4ª                 | Elise Uijen        | Justine Ghekiere                     | Justine Ghekiere                   | Olivia Baril                  | Eleonora Camilla Gasparrini      | UAE Team ADQ         |
| Classifiche finali | Classifiche finali | Justine Ghekiere                     | Justine Ghekiere                   | Olivia Baril                  | Eleonora Gasparrini              | UAE Team ADQ         |

## Classifiche finali

### Classifica generale - Maglia arancione
| Pos. | Corridore             | Squadra  | Tempo     |
| ---- | --------------------- | -------- | --------- |
| 1    | Justine Ghekiere      | AG       | 12h44'42" |
| 2    | Ashleigh Moolman      | AG       | a 1"      |
| 3    | Amanda Spratt         | Trek     | a 5"      |
| 4    | Annemiek van Vleuten  | Movistar | a 7"      |
| 5    | Olivia Baril          | UAE      | a 14"     |
| 6    | Floortje Mackaij      | Movistar | a 21"     |
| 7    | Eleonora Gasparrini   | UAE      | a 22"     |
| 8    | Yara Kastelijn        | Fenix    | s.t.      |
| 9    | Mavi García           | LIV      | s.t.      |
| 10   | Cecilie Uttrup Ludwig | FDJ      | s.t.      |

### Classifica scalatori - Maglia verde
| Pos. | Corridore            | Squadra  | Punti |
| ---- | -------------------- | -------- | ----- |
| 1    | Justine Ghekiere     | AG       | 27    |
| 2    | Katia Ragusa         | Liv      | 18    |
| 3    | Morgane Coston       | Cofidis  | 14    |
| 4    | Mireia Benito        | AG       | 10    |
| 5    | Annemiek van Vleuten | Movistar | 8     |

### Classifica sprint - Maglia rosa
| Pos. | Corridore       | Squadra | Tempo |
| ---- | --------------- | ------- | ----- |
| 1    | Olivia Baril    | UAE     | 13    |
| 2    | Eugénie Duval   | FDJ     | 5     |
| 3    | Matilde Vitillo | BePink  | 5     |
| 4    | Elinor Barker   | Uno-X   | 3     |
| 5    | Silvia Zanardi  | BePink  | 3     |

### Classifica giovani - Maglia bianca
| Pos. | Corridore           | Squadra | Tempo     |
| ---- | ------------------- | ------- | --------- |
| 1    | Eleonora Gasparrini | UAE     | 12h45'04" |
| 2    | Neve Bradbury       | Canyon  | s.t.      |
| 3    | Gaia Realini        | Trek    | s.t.      |
| 4    | Elise Uijen         | DSM     | a 30"     |
| 5    | Kim Cadzow          | Jumbo   | a 1'47"   |

### Classifica a squadre
| Pos. | Squadra                        | Tempo     |
| ---- | ------------------------------ | --------- |
| 1    | UAE Team ADQ                   | 38h15'12" |
| 2    | AG Insurance-Soudal Quick-Step | a 6'14"   |
| 3    | Movistar Team                  | a 9'17"   |
| 4    | Team Jumbo-Visma               | a 9'25"   |
| 5    | Team DSM                       | a 11'11"  |